# Waterpocket Fold
Koordinaten: 38° 2′ 0″ N, 111° 8′ 0″ W
Der Waterpocket Fold ist eine monoklinale Falte im Süden des Bundesstaates Utah.

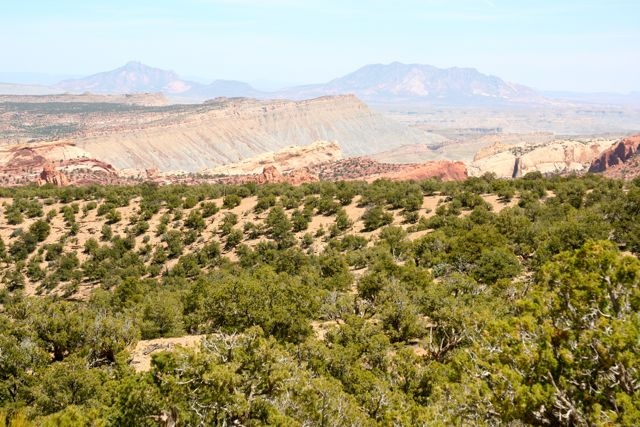
Waterpocket Fold vom Burr Trail

## Lage
Westlich der Täler des nach Süden in den Colorado River fließenden Halls Creek und des im Fremont River mündenden Sandy Creek verläuft diese markante Faltung auf einer Strecke von mehr als 150 Kilometern durch Wayne, Garfield und Kane County größtenteils im Capitol-Reef-Nationalpark.

## Naturgeschichte
Die Hebung des Waterpocket Fold erfolgte vor etwa 50 bis 70 Millionen Jahren im Rahmen der laramischen Gebirgsbildung, wobei eine bereits vorhandene Verwerfung dazu führte, dass nur die westlich dieses Bruches gelegenen Schichten um bis zu 2000 Meter angehoben wurden. Durch die seit ca. 20 Millionen Jahren anhaltende Hebung des Colorado-Plateaus und die daraus resultierende Erosion wurden die aufgestellten Gesteinsschichten freigelegt.

## Erschließung

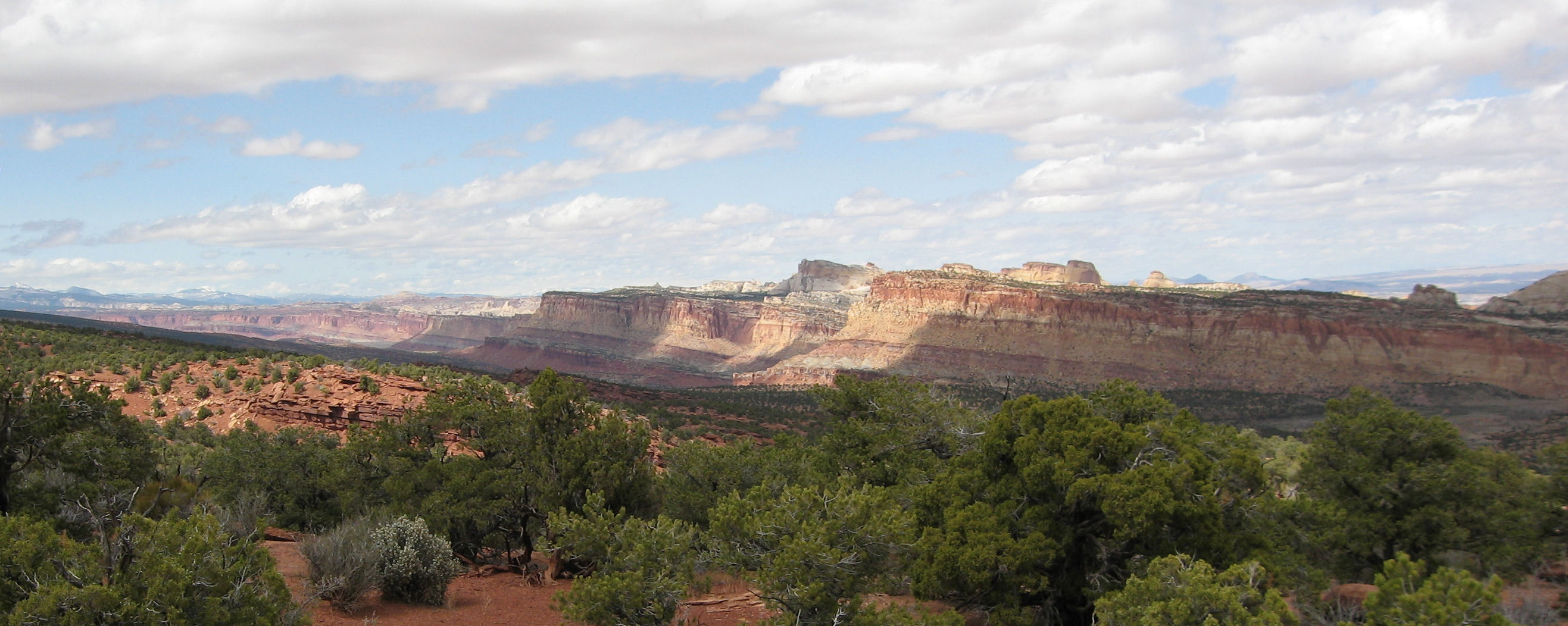
Westwand des Waterpocket Fold – Blick nach Norden

Die Notom-Bullfrog-Road, welche die Utah State Route 24 mit der State Route 276 verbindet, folgt in ihrem gesamten Verlauf dem nördlichen und mittleren Teil des Waterpocket Fold. Die von dem Scenic Drive des Nationalparks abgehende Pleasant Creek Road führt in den nordwestlichen Teil, der Burr Trail durchquert den mittleren Teil dieses geologischen Merkmals. Der südliche, zwischen dem Lake Powell und dem Escalante River in der Glen Canyon National Recreation Area gelegene Teil ist für Fahrzeuge unzugänglich und kann nur in mehrtägigen Wanderungen erreicht werden.
Vor allem der im Capitol-Reef-Nationalpark gelegene Teil ist durch zahlreiche Wanderpfade erschlossen.